# Françoise Foning
Françoir Faming (1949 – 2015) là một nữ doanh nhân và chính trị gia người Cameroon, và là nữ doanh nhân đáng chú ý nhất trong tất cả các nước hậu thuộc địa cho đến ít nhất năm 2012. Năm 1967, bà mở nhà hàng New Style, liên doanh kinh doanh đầu tiên của mình. Sau đó, bà đã mở một công ty vận tải và một công ty sỏi. Đế chế kinh doanh của bà sau này phát triển bao gồm một doanh nghiệp nội thất, một công ty xuất nhập khẩu thực phẩm và một công ty xuất nhập khẩu. Trong vài năm vào thập niên 1970, bà là một công chức của Bộ Du lịch Cameroon. Sau đó, bà đã mua một phòng khám y tế ở Dsang, Cameroon và thành lập một trường học ở đó. Bà ủng hộ Phong trào Dân chủ Nhân dân Cameroon, và năm 1992 trở thành chủ tịch của bộ phận Douala trong phe phụ nữ. Năm 1997, bà được bổ nhiệm làm người lãnh đạo Phong trào Dân chủ Nhân dân Cameroon ở Douala và của ủy ban trung ương quốc gia. Bà trở thành phó thị trưởng Douala năm 2002, và từ năm đó đến năm 2007, bà ở trong Quốc hội. Bà đã bị buộc tội tham ô, nhưng bà đã được tái đắc cử vào năm 2009. Bà lãnh đạo Mạng lưới hỗ trợ nữ doanh nhân châu Phi, đồng thời là cố vấn cho Ngân hàng Phát triển châu Phi và Ngân hàng Thế giới, cũng như là chủ tịch sáng lập của Hiệp hội nữ doanh nhân người Cameroon. Bà lãnh đạo Mạng lưới hỗ trợ nữ doanh nhân châu Phi, đồng thời là cố vấn cho Ngân hàng Phát triển châu Phi và Ngân hàng Thế giới, cũng như là chủ tịch sáng lập của Hiệp hội nữ doanh nhân người Cameroon. Bà bị thương trong một tai nạn xe hơi năm 2003 và chết vào 2015.
Bà đã được trao vương miện nữ hoàng bởi khu vực Menoua của cộng đồng Bafou, và các sultan của Bamun tặng bà danh hiệu njih.